# معركة العقبة
معركة العقبة هي معركة وقعت في 6 يوليو 1917 ما بين الثوار العرب «تدعمهم بريطانيا» وبين الأتراك العثمانيين، وذلك إبان الحرب العالمية الأولى للسيطرة على ميناء العقبة.

## الأحداث
بعد أن اجتمع رجال القبائل تحت إمرة الأمير فيصل تحرّكت قواته صوب العقبة. رافق لورنس هذه القوات في رحلتها الطويلة في الصحراء القاحلة وتعرضت لأخطار كثيرة أبرزها قلة المؤن والعطش الشديد ومواجهات متفرقة مع الأتراك. استمرت رحلة هذه القوات ثمانية أسابيع قضاها لورنس إما راكبا أو ماشيا حتى وصلت إلى العقبة. وفور وصولها قرر لورنس الذهاب سريعا إلى السويس للمطالبة بدعم القوات البريطانية بالمؤن والطعام. ترك لورنس القوات العربية عند العقبة تحت قيادة الزعيم «عودة أبو تايه». ثم اتجه لورنس صوب السويس ومنها إلى القاهرة. وقد وعده الإنجليز بإرسال مؤن عاجله إلى القوات في العقبة.
فوجئ لورنس لدى وصوله إلى السويس بأن الجنرال اللنبي قد تم تعيينه قائدا عاما خلفا للقائد «مورى» الذي أُقيل وعاد إلى لندن. تقابل لورنس مع اللمبي في القاهرة وقد فوجئ الأخير بمنظره حيث كان يرتدي ملابس عربية بدوية وقدمية حافيتين.
استفاض لورنس في شرح الموقف للجنرال اللنبي حتى استطاع كسر جمود تفكيره -الجنرال اللمبي- وحرصه الشديد الذي اشتهر بهما وأثار حماسته لمساندة القوات العربية. كان لورنس في هذه الأثناء يضع احتلال دمشق نصب عينيه ورأى أنها المحطة القادمة بعد العقبة.
عرض لورنس على الجنرال اللمبي فكرة سلخ جيش الأمير فيصل عن جيش الشريف حسين ونقل الأمير فيصل والقاعدة الإنجليزية من ميناء الوجه إلى ميناء العقبة حتى تكون هذه القاعدة هي الجناح الأيمن لجيش اللمبي. وقد تطلع لورنس في هذه الأثناء لدور أكبر في فلسطين داعما فكرة الوكالة الصهيونية العالمية في أطماعها. وافق اللنبي على هذا الاقتراح ولكن بقيت مهمة إقناع الشريف حسين بهذا الأمر.
اتجه لورنس مع الجنرال ويلسون لمقابلة الشريف حسين في جده. وقد توقع لورنس أن يثور الشريف حسين إلا أنه فوجئ به يوافق في هدوء. وقد أدرك لورنس أن السبب في ذلك هو سيطرة الجنرال ويلسون على الشريف حسين وقوة تأثيره عليه. في هذه الأثناء كان الوضع في العقبة قد استتب بعد نجاح «عودة أبو تايه» في احتلالها.

## مواضيع متصلة
- الثورة العربية الكبرى
- محافظة العقبة
- لورنس العرب